# Paul Deussen
 (avril 2024).
Paul Jakob Deussen (7 janvier 1845 à Oberdreis, Westerwald - 6 juillet 1919 à Kiel, Allemagne) est un philosophe et historien allemand, spécialiste de Schopenhauer et de la philosophie indienne. Il est considéré comme le premier savant européen à avoir mis sur le même plan d'égalité la pensée indienne et la philosophie occidentale. Par ailleurs, il est connu pour son amitié avec le philosophe Friedrich Nietzsche.

## Biographie

### Études
Fils de pasteur, Deussen fréquenta pendant cinq ans l'internat de l'établissement humaniste et élitiste de la célèbre école de Pforta, près de Naumburg, où il devint l'ami de son condisciple Friedrich Nietzsche. Après avoir obtenu l'Abitur (baccalauréat) en 1864, il part, le 7 septembre, en compagnie de Nietzsche, étudier la philologie classique à l'université de Bonn. Il y reste deux semestres, et découvre alors le sanskrit. Lui et Nietzsche deviennent membres de la Bonner Burschenschaft Frankonia. 
Tandis que Nietzsche (qui étudiait aussi à Bonn) suivait son professeur Friedrich Ritschl à l'université de Leipzig, Deussen poursuivit ses études à Tübingen et Berlin. En 1869, il soutint sa thèse de doctorat Sur la composition et la doctrine du Sophiste de Platon, tout en donnant des cours de latin, d'allemand, de religion et d'histoire au Gymnasium, à Minden et Marbourg. 

### Le spécialiste de Schopenhauer
Grâce à la recommandation de Nietzsche, qui entre-temps l'avait converti à Schopenhauer, il entra en 1872 au service d'un riche industriel russe (du nom de Kanchine) comme précepteur, près de Lausanne, et devint maître de conférence à l'université de Genève, où il donna des cours de philosophie et introduisit l'étude du sanskrit. Lorsque son jeune élève dut partir étudier à Aix-la-Chapelle pour devenir ingénieur, Deussen le suivit et il enseigna à l'école polytechnique de cette ville. Il y donna entre autres des conférences sur Schopenhauer qui lui valurent un article de protestation du journal réactionnaire Echo der Gegenwart (L'écho du présent) et une critique virulente du Parlement prussien. Le ministère du commerce, alors compétent dans ce domaine, le somma de limiter son enseignement de l'histoire de la philosophie à l'évolution de cette branche depuis Platon jusqu'à Kant. Deussen renonça de ce fait à enseigner les aspects « non chrétiens » de la pensée de Schopenhauer, qui se réfèrent à la philosophie indienne, mais continua à exposer les penseurs présocratiques. Des centaines d'auditeurs assistaient alors à ses conférences, dont il fit distribuer des résumés écrits. 

### L'indianiste / Nietzsche
En 1877, il rassembla ses cours dans un livre intitulé Éléments de métaphysique, qui devint plus tard dans toute l'Allemagne un manuel très usité. En 1883, après un séjour en Ukraine, où il exerça une nouvelle fois la charge de précepteur chez un prince, Deussen soutint à  Berlin sa thèse d'habilitation sur le système du Vedanta. L'écrivain et philosophe George Santayana compta parmi ses étudiants.

Resté en contact épistolaire avec Nietzsche, il rendit visite au philosophe au cours de l'été 1887 à Sils-Maria, en compagnie de sa jeune épouse Marie. Après l'effondrement psychique de Nietzsche en 1889, il fit partie des rares fidèles qui se rendirent à Naumbourg lui témoigner leur indéfectible amitié. La même année, il fut nommé professeur à l'université de Kiel, où il commença à mettre en œuvre le projet qui ne cessera de l'occuper d'une « histoire générale de la philosophie du point de vue particulier des religions ».

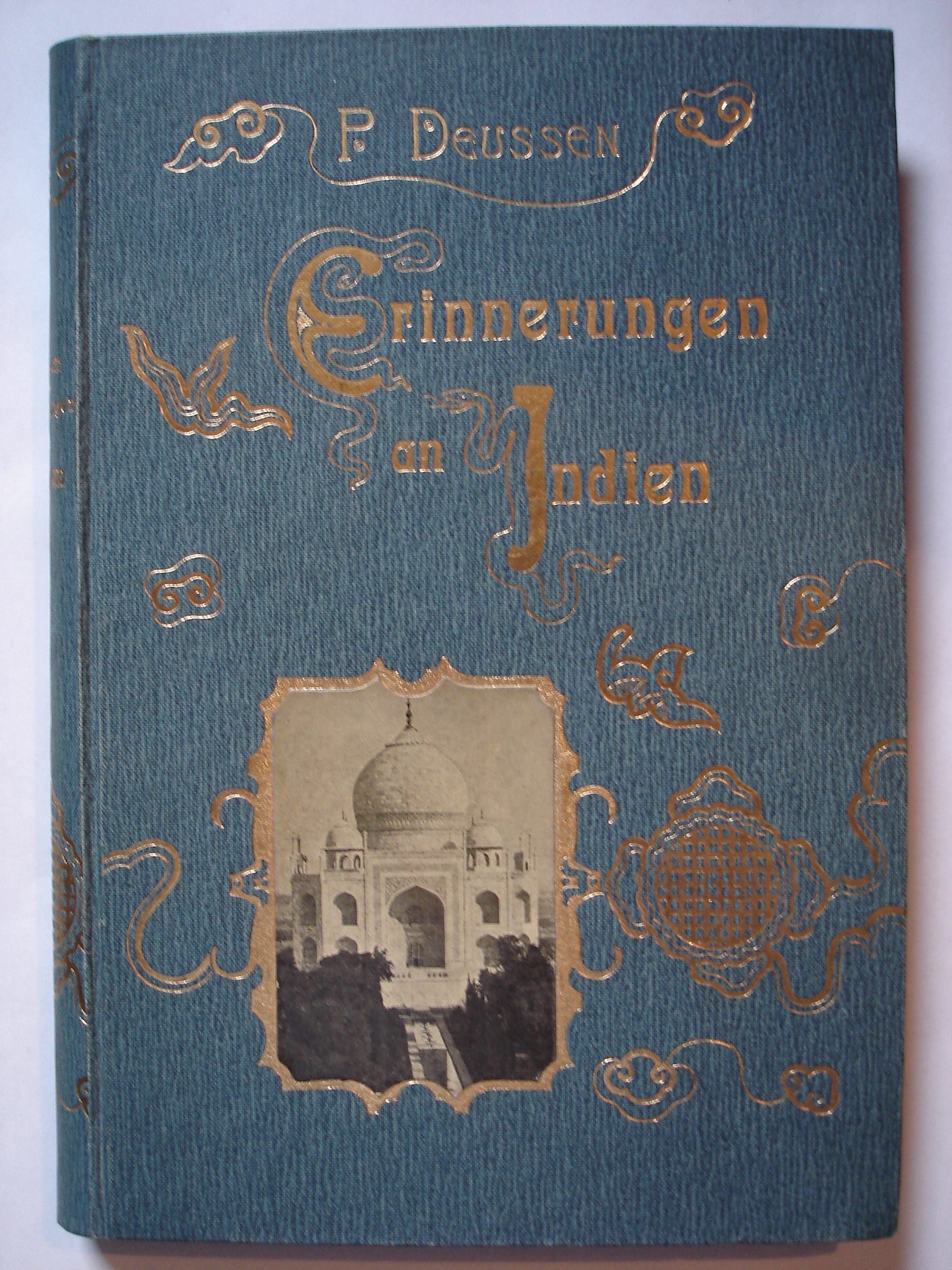
Couverture de Souvenirs d'Inde.

En 1892, Deussen entreprit avec son épouse un voyage de six mois en Inde. Il y visite essentiellement le nord de l'Inde et la vallée du Ganges, terminant son voyage à Madras et Ceylan. À Bombay, le 27 février 1893, il prononça devant la section de cette ville de la Royal Asiatic Society, une conférence devenue célèbre, intitulée « On the Philosophy of Vedanta in its relation to Occidental Metaphysics », sur l'Advaita Vedānta et ses rapports avec la métaphysique occidentale, qui fut jugée significative par le néo-hindouisme naissant.
Il consacra les années suivantes à sa traduction monumentale de Soixante Upanishads du Veda, publiée en 1897, qui est encore aujourd'hui considérée  comme l'édition de référence en allemand. En 1911, il fonda la Schopenhauer-Gesellschaft et commença la même année la première édition critique des œuvres d'Arthur Schopenhauer. Il condamna avec véhémence le déclenchement de la Première Guerre mondiale.
Il meurt le 6 juillet 1919, à Kiel. Sa tombe se trouve à Oberdreis, la commune dans laquelle il est né.

## Deussen et l'Advaita Vedanta
Deussen était convaincu que l'Advaita Vedanta était omniprésent en Inde et il défendit cette thèse non seulement dans son célèbre discours de Bombay (en 1983), mais aussi dans l'ensemble de ses recherches. De ce fait, il fit la connaissance de Swami Vivekananda, qui partageait par ailleurs son point de vue. De même, Deussen voyait surtout dans la position de Vivekananda une confirmation de sa conception personnelle de l'hindouisme, qui considère l'Advaita Vedanta comme la religion première en Inde. Touterois, d'un point de vue historique, c'est là une idée toutefois discutable: à l'origine, l'Advaita Vedanta n'était conçu que par et pour une élite. Cette constatation génère une autre causalité pour la connaissance entre Paul Deussen et Vivekananda. Tous deux voient dans l'Advaita Vedanta le « noyau de l'hindouisme ». En raison de cette hypothèse problématique, Deussen trouve en Vivekananda la confirmation de la présence marquée de l'Advaita Vedanta en Inde, sans pour autant devoir se confronter au fait que cette idée pourrait ne pas être exacte. 

### Une seule nature des choses
Deussen aura été guidé par cette conviction philosophique fondamentale[réf. nécessaire] :

« Dans tous les pays et à toutes les époques, dans tout ce qui est proche ou éloigné, se trouve une seule et même nature des choses, face à laquelle se tient un seul et même esprit qui la considère. Comment pourrait-il se faire alors, que l'esprit pensant ne doive nécessairement parvenir partout aux mêmes résultats, en Inde comme en Grèce, aux époques anciennes ou récentes, s'il n'est pas aveuglé par les traditions et les préjugés et s'il se tient pur et impartial face à la nature dans son exploration de celle-ci ? »

#### Œuvres
- Die Elemente der Metaphysik (1877) - « Nebst einer Vorbetrachtung über das Wesen des Idealismus » 6. Auflage (1919) [Les éléments de la métaphysique — Avec une réflexion préliminaire sur la nature de l'idéalisme]
- Das System des Vedânta. Nach den Brahma-Sûtra's des Bâdarâyana und dem Commentare des Çankara über dieselben als ein Compendium der Dogmatik des Brahmanismus vom Standpunkte des Çankara aus (1883)  [Le système du Vedânta. D'après les Brahma-Sûtra de Bâdarâyana et le commentaire de Shankara sur ceux-ci comme compendium de la dogmatique du brahmanisme du point de vue de Shankara]
- Die Sûtra's des Vedânta oder die Çariraka-Mimansa des Badarayana nebst einem vollständigen Kommentare des Çankara. Aus dem Sanskrit übersetzt (1887) [Les Sûtra's du Vedânta ou la Çariraka-Mimansa de Badarayana avec un commentaire complet de Shankara]
- Allgemeine Geschichte der Philosophie mit besonderer Berücksichtigung der Religionen : [Histoire générale de la philosophie, avec une attention particulière pour les religions]
  - Band I, Teil 1: Allgemeine Einleitung und Philosophie des Veda bis auf die Upanishad's (1894) [Introduction générale et philosophie des Veda jusqu'aux Upanishad]
  - Band I, Teil 2: Die Philosophie der Upanishad's (1898) [La philosophie des Upanishsad]
  - Band I, Teil 3: Die nachvedische Philosophie der Inder (1908) [La philosophie post-védique des Indiens]
  - Band II, Teil 1: Die Philosophie der Griechen (1911) [La philosophie des Grecs]
  - Band II, Teil 2,1: Die Philosophie der Bibel (1913) [La philosophie de la Bible]
  - Band II, Teil 2,2: Die Philosophie des Mittelalters (1915) [La philosophie du Moyen Âge]
  - Band II, Teil 3: Die neuere Philosophie von Descartes bis Schopenhauer (1917) [La  nouvelle philosophie de Descartes à Schopenhauer]
- Sechzig Upanishad's des Veda (1897) [Soixante Upanishad des Veda]
- Erinnerungen an Friedrich Nietzsche (1901) [Souvenirs sur Friedrich Nietzsche]
- Erinnerungen an Indien (1904) [Souvenirs d'Inde] [lire en ligne (page consultée le 9 avril 2024)]
- Vedânta und Platonismus im Lichte der Kantischen Philosophie (1904) [Vedanta et platonisme à la lumière de la philosophie kantienne]
- (en) Outlines of Indian philosophy. With an appendix: On the philosophy of the Vedânta in its relations to Occidental metaphysics (1907) 70 p. (Reprend la conférence prononcée à Bombay en 1893, avec un second article. [lire en ligne (page consultée le 9 avril 2024)]
- Vedânta, Platon und Kant (1917)
- Mein Leben, 1919, [Ma vie], rééd. avec « remarques et compléments » par Erika Rosenthal Deussen, Leipzig, 1922) [lire en ligne (page consultée le 9 avril 2024)]. L'ouvrage reprend (p. 239-251) le texte de la conférence prononcée en 1893 à Bombay, dédié « To all my Indian Friends » et intitulé

#### Traductions en français
- Les éléments de la métaphysique, traduction du Dr. E. Nyssens revue et approuvée par l'auteur, Paris, Perrin, 1899, XXII-313 p.,
- Souvenirs sur Friedrich Nietzsche, traduction de Jean-François Boutout, Paris, Le Promeneur, 2000, 224 p. (ISBN 978-2-070-76237-8)
- « Discours de la Méthode pour bien étudier l'histoire de la philosophie et chercher la vérité dans les systèmes »  ((art. publié directement en français)), Bibliothèque internationale du Congrès de Philosophie, Paris, Armand Colin, no 4,‎ 1902, p. 9-25 (DOI https://doi.org/10.5840/wcp1190242)

#### Études
- (de) (de) Tobias Delfs, « Devasena auf Reisen. Der Kieler Philosoph Paul Deussen, die Briten und der "Orient" », dans Oliver Auge, Martin Göllnitz (Hgg.), Mit Forscherdrang und Abenteuerlust. Expeditionen und Forschungsreisen Kieler Wissenschaftlerinnen und Wissenschaftler, Frankfurt am Main, Peter Lang, 2017, 258 p. (ISBN 978-3-631-72291-6), p. 107–145
- (de) Heiner Feldhoff (de), Nietzsches Freund. Die Lebensgeschichte des Paul Deussen, Cologne, Böhlau, 2008  (ISBN 978-3-412-20195-1) (2. Auflage, 2009).
- (de) Arthur Hübscher (de), « Deussen, Paul Jakob », dans Neue Deutsche Biographie (NDB), vol. 3, Berlin, Duncker & Humblot, 1957, p. 622–623 (original numérisé).
- (en) Hans Rollmann, « Deussen, Nietzsche, and Vedānta », Journal of the History of Ideas, vol. 39, no 1,‎ 1978, p. 125-132 (lire en ligne )
- (de) Heinrich Scholz, « Paul Deußen † », Kant-Studien, vol. 24, no 1,‎ 1920, p. 304-317 (DOI https://doi.org/10.1515/kant-1920-5153 )
- (en) Vivekananda, « On Dr. Paul Deussen », Brahmavâdin,‎ 1896 (lire en ligne [archive], consulté le 9 avril 2024)